# 聖索菲亞大教堂 (波洛茨克)

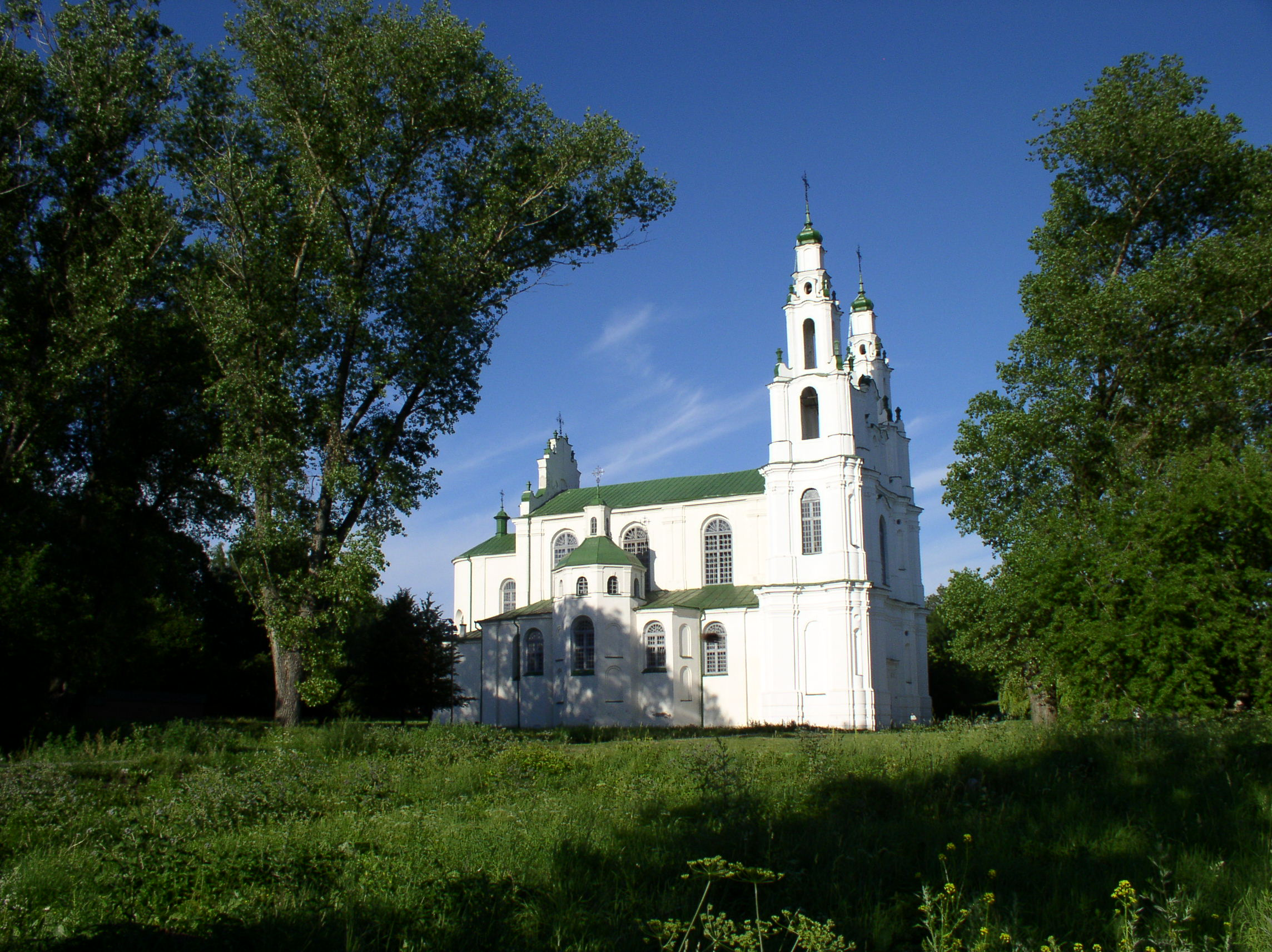

聖索菲亞大教堂是位於白俄羅斯城市波洛茨克的一座建築。聖索菲亞大教堂首次被提到是在1066年，可能是白俄羅斯歷史最古老的教堂。教堂在11世紀和18世紀時曾經大規模重建，現在的教堂是巴洛克式建築。蘇聯時期教堂被改為博物館，現在有將其恢復為教堂的呼聲。
55°29′10.00″N 28°45′31.40″E / 55.4861111°N 28.7587222°E